# Pallacanestro alla IV Universiade
Il torneo di pallacanestro della IV Universiade si è svolto a Budapest, Ungheria, nel 1965.

## Medagliere
| Posizione | Paese            |   |   |   | Totale |
| --------- | ---------------- | - | - | - | ------ |
| 1         | Unione Sovietica | 1 | 1 | 0 | 2      |
| 2         | Stati Uniti      | 1 | 0 | 0 | 1      |
| 3         | Cecoslovacchia   | 0 | 1 | 0 | 1      |
| 4         | Ungheria         | 0 | 0 | 2 | 2      |
| Totale    | Totale           | 2 | 2 | 2 | 6      |